# Parapara
Parapara de Ortiz, o simplemente Parapara, es una parroquia del Municipio Juan Germán Roscio, Guárico (Venezuela). Actualmente tiene alrededor de 3.350 habitantes. El río Parapara pasa por esta parroquia.

## Historia
Fue fundada en 1660 y es la localidad más antigua con la que cuenta el estado llanero. Alexander von Humboldt pasó por la zona a comienzos de 1800 en su viaje por Venezuela. El científico alemán fue uno de los primeros en notar que la zona tuvo que haber estado bajo el nivel marino en tiempos prehistóricos. En aquel entonces una de las fuentes de ingreso del pueblo era la explotación de aljez y su venta en Caracas.
El presidente Joaquín Crespo pasó parte de su juventud en esta localidad. 
Los primeros pobladores se asentaron en Paya arriba, pero al llegar las pestes (Vómito negro) se trasladaron cerca del río Parapara. 
El pueblo era habitado por personas de todas las razas criollos, blancos, zambos, negros, mulatos e indios. 
Las familias parapareñas del siglo XVII y XVIII están representadas en la actualidad y se han sucedido generación tras generación. Entre ellas: Requena, Seijas, Milano, Belisario, Pérez, Burgos, Gamarra, Ramos y Arana, todos de ancestros Canarios, gente de trabajo y honor.

## Etimología del vocablo Parapara
Parapara toma su nombre del fruto del paraparo (Sapindus saponaria), un frondoso árbol llamado también "jaboncillo" o "árbol del jabón" que es autóctono de la zona y se reproduce por semillas. Su crecimiento es lento; no es exigente y se desarrolla bien en climas cálidos y subtemplados, así como en terrenos secos y pobres. Su carga de frutos se ofrece poco antes de la Semana Santa, de allí la utilidad para los juegos populares.

## Economía
La población subsiste ante todo de la agricultura extensiva.
Cerca de Parapara existen importantes yacimientos de carbón.

## Cultura

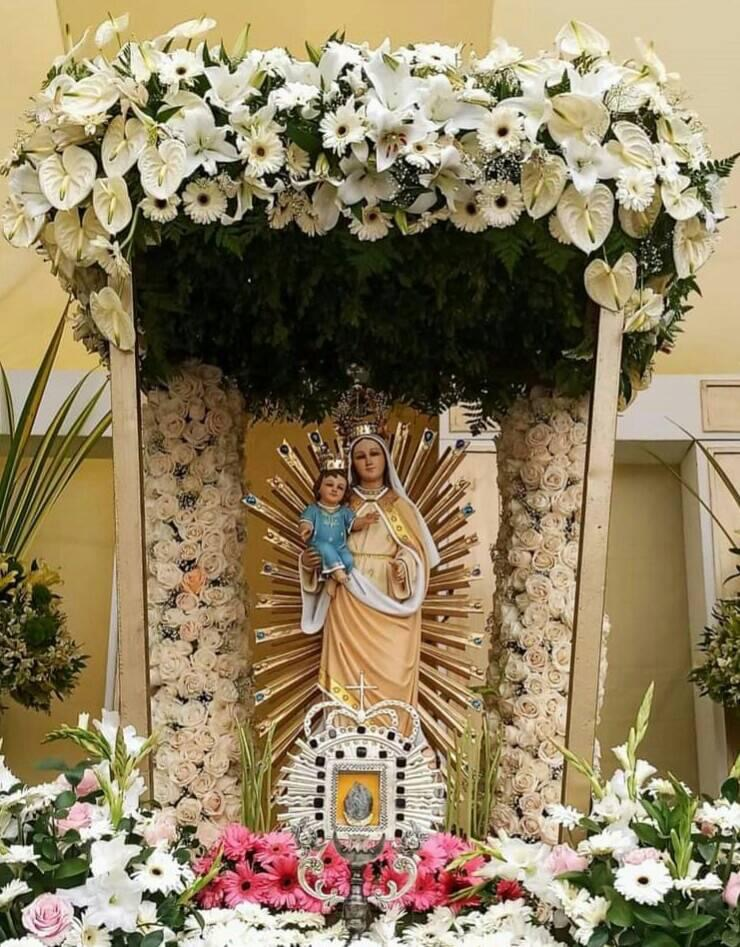
Imagen de la Virgen de la Peña Admirable, venerada en Iglesia de Parapara, coronada canónicamente en 2023.

Parapara tiene una biblioteca, la Biblioteca Joaquín Crespo, y un centro cultural, la Casa de la Cultura Félix Manuel Belisario.
La iglesia de Parapara, dedicada a Santa Catalina de Siena, es la más antigua del estado Guárico. hoy en día (2015)luego de aproximadamente 70 años sin párroco fijo cuenta con un sacerdote (Andrés Eloy Ruíz Blanco), hecho de gran transcendencia para este poblado Guariqueño, ya que era asistido por el párroco de Santa Rosa (Ortiz).

## Política
Parapara es un pueblo de gran trayectoria política, ejemplo de ello se tiene al General Joaquín Crespo, General Zoilo Medrano, General Gamarra y al General Borrego quien eran nativos de la población.
En las elecciones parlamentarias de 2010 el candidato del PSUV para el parlamento obtuvo la mayoría de votos, con 68.39% contra 17,48% para Beatriz de Freites (de AD) y 13,97 para Leny Manuitt, del PPT.

## Comunicaciones
La carretera nacional Nr. 11 pasa por Parapara y la conecta con San Juan de los Morros en el Norte y Ortiz en el Sur.